# Yussuf Ndikumana
Yussuf Lule Ndikumana (ur. 1 lipca 1993 w Bużumburze) – burundyjski piłkarz grający na pozycji środkowego obrońcy. Od 2022 jest zawodnikiem klubu Burundi Sport Dynamik New Look.

## Kariera klubowa
Swoją karierę Ndikumana rozpoczął w klubie LLB Académic FC. W sezonie 2011/2012 zadebiutował w jego barwach w burundyjskiej pierwszej lidze. W debiutanckim sezonie zdobył z nim Puchar Burundi. W sezonie 2013/2014 sięgnął z nim po dublet - mistrzostwo i puchar kraju, a w sezonie 2014/2015 został wicemistrzem kraju. W 2016 roku przeszedł do tanzańskiego Mbao FC. Następnie grał w dwóch innych klubach z Tanzanii, KMC FC (2018-2020) i Mbeya City FC (2020-2022). W 2022 wrócił do Burundi i został zawodnikiem Burundi Sport Dynamik New Look.

## Kariera reprezentacyjna
W reprezentacji Burundi Ndikumana zadebiutował 25 listopada 2012 roku w wygranym 5:1 meczu CECAFA Cup 2012 z Somalią. W debiucie strzelił gola. Od 2012 do 2015 rozegrał w kadrze narodowej 16 meczów i strzelił 3 gole.